# Damon, Texas
Damon là một nơi ấn định cho điều tra dân số (CDP) thuộc quận Brazoria, tiểu bang Texas, Hoa Kỳ. Năm 2010, dân số của nơi này là 552 người.

## Dân số
- Dân số năm 2000: 535 người.
- Dân số năm 2010: 552 người.